# Henric al VII-lea al Angliei
Henric al VII-lea (n. 28 ianuarie 1457, Pembroke Castle⁠(d), Țara Galilor, Regatul Angliei – d. 21 aprilie 1509, Greater London, Anglia, Regatul Unit) a fost rege al Angliei și a domnit între anii 1485 și 1509. El a fost întemeietorul dinastiei Tudorilor. A oprit războiul celor două roze căsătorindu-se cu Elisabeta de York, fiica lui Eduard al IV-lea, a desființat trupele senioriale și a format camera înstelată.

## Lucruri importante despre Henric al VII-lea
Henric s-a născut la Castelul Pembroke din Wales în 1457, ca singurul fiu al lui Edmund Tudor, Conte de Richmond și a soției sale, Lady Margaret Beaufort.
Bunicul patern, Owen Tudor, făcea parte din familia Penmynydd originară din Wales, a fost paj la curtea regelui Henric al V-lea al Angliei. Se spune că Owen s-a căsătorit în secret cu văduva lui Henric al V-lea, Caterina de Valois. Unul dintre fiii lor a fost Edmund Tudor, tatăl lui Henric al VII-lea. Edmund a fost numit Conte de Richmond în 1452 și "oficial declarat legitim de Parlament".
Totuși, pretenția la tron a lui Henric derivă pe linie maternă prin Casa de Beaufort. Mama lui Henric, Lady Margaret Beaufort, a fost strănepoata lui Ioan de Gaunt, Duce de Lancaster, al treilea fiu al regelui Eduard al III-lea al Angliei și a celei de-a treia soții, Katherine Swynford. Katherine a fost metresa lui Gaunt timp de aproape 25 de ani; când s-au căsătorit în 1396 ei aveau deja patru copii, inclusiv pe străbunicul lui Henric, John Beaufort. Pretenția lui Henric era destul de slabă: pe linie maternă și dintr-o descendență nelegitimă.
Nepotul lui Gaunt, Richard al II-lea a legitimat copii lui Gaunt cu Katherine Swynford printr-un act datat 1397. În 1407, Henric al IV-lea, care era fiul lui Gaunt cu prima soție, a emis un nou act confirmând legitimitatea fraților lui vitregi însă în același timp declarându-i neeligibili pentru tron. Acțiunea lui Henric al IV-lea a avut o legalitate îndoielnică deoarece copiii fuseseră legitimați anterior printr-un act al parlamentului.
Tatăl lui Henric a murit cu trei luni înainte de nașterea sa, Henric petrecând mult timp cu unchiul său, Jasper Tudor, fratele mai mic al tatălui său. În timpul primei domnii a lui Eduard al IV-lea, Henric a fost în grija lui William Herbert, Conte de Pembroke. Când yorkistul Eduard al IV-lea s-a reîntors pe tron în 1471, Henric, care făcea parte din Casa de Lancaster s-a refugiat în Bretania unde a petrecut următorii 14 ani, sub protecția Ducelui Francisc al II-lea de Bretania.

## Ascensiunea la tron
În 1483, mama lui Henric își promova în mod activ fiul ca o alternativă la Richard al III-lea, în ciuda faptului că era căsătorită cu un yorkist, Lordul Stanley. În ziua de Crăciun a anului 1483, Henric a promis în catedrala Rennes că se va căsători cu fiica cea mare a lui Eduard al IV-lea, Elisabeta de York, care era moștenitoare a tronului după decesul fraților ei Prinții din Turn: Eduard al V-lea și Richard, Duce de York.
Cu bani și bunuri împrumutate de la gazda sa, Francis al II-lea, ducele de Bretania, Henric a încercat să ajungă în Anglia, dar conspirația a fost descoperită ducând la execuția co-conspiratorului principal, ducele de Buckingham. Susținut de primul ministru al Ducelui de Bretania, Pierre Landais, regele Richard al III-lea a încercat să-l extrădeze pe Henric însă acesta a scăpat în Franța. El a fost bine primit de francezi, care i-au oferit cu ușurință trupe și echipament pentru o a doua invazie.
Henric a navigat cu o mică forță franceză și scoțiană, ajungând la Mill Bay, Pembrokeshire, aproape de locul lui de naștere. A mers spre Anglia, însoțit de unchiul său Jasper și contele de Oxford. Țara Galilor era în mod tradițional un fief al Casei de Lancaster iar Henric a strâns o armată de aproximativ 5.000 de soldați.
Casa de Lancaster a învins Casa de York în Bătălia de la Bosworth din 22 august 1485. Câțiva aliați cheie ai regelui Richard al III-lea cum ar fi Contele de Northumberland și William și Thomas Stanley au trecut de partea cealaltă sau au părăsit câmpul de luptă. Moartea lui Richard al III-lea pe câmpul de la Bosworth a sfârșit Războiul celor Două Roze deși nu a fost ultima bătălie în care Henric a trebuit să lupte în acest război.

## Domnie

Trandafirul Tudor: o combinație între Trandafirul Roșu al Casei de Lancaster și Trandafirul Alb al Casei de York

Prima preocupare a lui Henric a fost să-și asigure tronul. A onorat promisiunea făcută în decembrie 1483 de a se căsători cu Elisabeta de York. Ei erau veri de gradul trei, ambii fiind stră-strănepoți ai lui John of Gaunt. Căsătoria a avut loc la 18 ianuarie 1486 la Westminster. Căsătoria a unificat casele aflate în conflict și-a dat copiilor săi o bază solidă de a pretinde tronul.
Unificarea caselor de York și Lancaster prin căsătorie a fost simbolizată prin emblema heraldică a Casei Tudor, Trandafirul Tudor, o combinație între Trandafirul Roșu al Casei de Lancaster și Trandafirul Alb al Casei de York.
După ce doi dintre fiii săi au murit, Henric al VII-lea a reușit totuși să-și asigure succesiunea la tron prin ultimul său fiu, fiind astfel primul rege în aproape 100 de ani care reușește să paseze coroana propriului urmaș.